# Al-Mansura
Al-Mansura (tiếng Ả Rập: المنصورة) là thành phố Ai Cập thuộc tỉnh Dakahlia. Al-Mansura có dân số theo ước tính năm 2008 là 465.375 người. Al-Mansura là thành phố lớn thứ 8 Ai Cập.